# Macaranga versteeghii
Macaranga versteeghii är en törelväxtart som beskrevs av Lily May Perry. Macaranga versteeghii ingår i släktet Macaranga och familjen törelväxter. Inga underarter finns listade i Catalogue of Life.